# Baldim
Baldim es un municipio brasileño del estado de Minas Gerais. Su población desde el 2022 es de 7.492 habitantes.
Recientemente, Baldim ha logrado destacar económicamente en la producción artesanal e industrial de dulces y aves. La ciudad está próxima a la Serra do Cipó, atracción natural de la región. El municipio presenta un potencial turístico con excavaciones rocosas, grutas y sumideros, también conserva fragmentos del paso del descubridor, Manuel de Borba Gato como excavaciones, acueductos que conducía agua en las excavaciones de las minas del Río das Velhas, con fecha del 1711, aproximadamente. Además de presentar una estructura de apoyo turístico, como hoteles, posadas y colonias de vacaciones y un buen servicio de transporte.